# Jan Kalous
Jan Kalous (12. března 1922, Karlovy Vary – 5. března 2002) byl český fotbalista, záložník, reprezentant Československa. Po skončení aktivní kariéry působil jako trenér.

## Fotbalová kariéra
V lize odehrál 133 utkání a vstřelil v nich 5 gólů. Hrál za Bohemians (1941–1954). Za československou reprezentaci odehrál v letech 1946–1952 tři utkání (gól nedal), jednou startoval i v reprezentačním B-mužstvu.

## Ligová bilance
| Ročník                               | Zápasy | Góly | Klub                     |
| ------------------------------------ | ------ | ---- | ------------------------ |
| Národní liga 1941/42                 | 6      | 0    | Bohemia AFK Vršovice     |
| Národní liga 1942/43                 | 19     | 0    | Bohemia AFK Vršovice     |
| Národní liga 1943/44                 | 23     | 1    | Bohemia AFK Vršovice     |
| Státní liga 1945/46                  | 15     | 0    | AFK Bohemians Praha      |
| Státní liga 1946/47                  | 24     | 1    | AFK Bohemians Praha      |
| Státní liga 1947/48                  | 18     | 1    | AFK Bohemians Praha      |
| Státní liga 1948                     | 9      | 0    | AFK Bohemians Praha      |
| Přebor československé republiky 1954 | 21     | 1    | Spartak Praha Stalingrad |
| CELKEM                               | 133    | 5    |                          |

## Trenérská kariéra
- 1963/64 Spartak Motorlet Praha
- 1965/66 Sklo Union Teplice